# Newton Holanda Gurgel
Newton Holanda Gurgel (ur. 1 listopada 1923 w Acopiara, zm. 6 kwietnia 2017 w Crato) – brazylijski duchowny katolicki, biskup pomocniczy Crato 1979-1993 i tamtejszy biskup diecezjalny 1993-2001.

## Życiorys
Święcenia kapłańskie otrzymał 17 grudnia 1949.
10 kwietnia 1979 papież Jan Paweł II mianował go biskupem pomocniczy Crato ze stolicą tytularną Gummi in Byzacena. 27 maja tego samego roku z rąk papieża Jana Pawła II przyjął sakrę biskupią. 24 listopada 1993 objął funkcję biskupa diecezjalnego w tej samej diecezji. 2 maja 2001 ze względu na wiek na ręce papieża Jana Pawła II złożył rezygnację z zajmowanej funkcji. 
Zmarł 6 kwietnia 2017.